# Raymond Patriarca

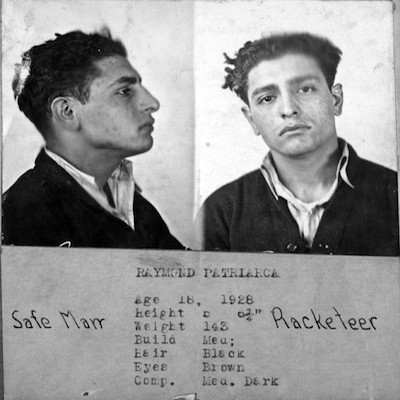
Zdjęcie młodego, 18-letyniego Raymonda Patriarki z kartoteki policyjnej

Raymond Loreda Salvatore Patriarca sr (ur. 18 marca 1908 r. w Worcester, Massachusetts, zm. 11 lipca 1984 r. w North Providence, Rhode Island) – gangster, wieloletni boss mafii z Nowej Anglii.
Urodził się w rodzinie włoskich imigrantów w Worcester, stan Massachusetts. W wieku czterech lat przeprowadził się z rodziną do Providence. Mając 8 lat porzucił szkołę i podjął pracę pucybuta i kuriera.
W latach 30. Biuro Bezpieczeństwa Publicznego Providence uznało go za wroga publicznego nr 1. Już wtedy odpowiadał za liczne napady rabunkowe i przemyt alkoholu. Do więzienia trafił w 1938 roku, gdy skazano go na pięć lat za rozbój. Odsiedział tylko kilka miesięcy gdyż został ułaskawiony przez gubernatora Charlesa F. Hurleya. Wydarzenie to – nagłe zwolnienie – spowodowało rozpoczęcie śledztwa zainicjowanego przez komisję legislacyjną stanu Massachusetts. Okazało się, że za zwolnieniem Patriarki opowiedział się tajemniczy (i nieistniejący) kapłan o. Fagina. Jego wniosek sporządził i przepchnął przez machinę biurokratyczną radny Daniel Coakley, bliski współpracownik gubernatora. Coakley zapłacił za ten przekręt stanowiskiem i otrzymał zakaz pełnienia funkcji publicznych.
Patriarca na początku lat 40. zajmował już wysokie stanowisko przywódcze w mafii amerykańskiej. W latach pięćdziesiątych został bossem mafii na terenie od Providence po Boston i całą resztę Nowej Anglii. Dotychczasowy szef, Philip Bruccola, musiał uciekać na Sycylię po tym jak policja zaczęła się dobierać do jego mafijnych interesów. Wcześniej z podobnych powodów musiał zrezygnować inny boss Joseph Lombardo (konsekwencje obrad Komisji Kefauvera).
Uchodził za jednego z najbardziej dwulicowych gangsterów swoich czasów. Wymagał twardej dyscypliny od członków swojej rodziny mafijnej, nie tolerował żadnej konkurencji na swoim terenie (okrutny los spotkał młodego gangstera, Bernarda McLaughlina i jego ludzi. Próbowali on przejąć część lichwiarskich interesów. Wszyscy zostali zabici, działo się to w okresie wojny irlandzko-włoskiej). Cieszył się natomiast szacunkiem ze strony innych bossów, często był przez nich wzywany do konsultacji i rozstrzygania mafijnych sporów.
Przez ćwierć wieku sprawował niepodzielną władzę nad Nową Anglią nie przyciągając uwagi opinii publicznej, a tym bardziej wymiaru sprawiedliwości i organów ścigania.
Był to tego stopnia okrutny i bezwzględny, że przez pewien czas żądał śmierci swojego brata za to, że ten nie zauważył i nie odkrył podłożonej aparatury podsłuchowej FBI w biurze Patriarki.
Uczestniczył w słynnej Konferencji w Apalachin, podczas której został aresztowany razem z innymi uczestnikami.
Podobnie jak Vito Genovese, potrafił skutecznie rządzić swoją rodziną zza więziennych krat. Do więzienia trafił po tym, jak jego podwładny i płatny morderca Joseph Barboza przeszedł na stronę wymiaru sprawiedliwości. Patriarca został skazany za współudział wielu morderstw (m.in. zamach na Rocco DiSiglio, członek jego własnej rodziny). Przesiedział sześć lat, po czym ponownie przejął stery przywódcze w rodzinie. Jego bliskim współpracownikiem był Gennaro J. Angiulo (ur. 1919 r., skazany na 45 lat pozbawienia wolności w 1986), który został pasowany na bossa mafii bostońskiej. Uchodził za największego łapówkarza w szeregach mafii Patriarki (w jego kieszeni było ponoć 300 bostońskich detektywów). Nazwiska skorumpowanych funkcjonariuszy (40 osób) wyszły na jaw po ujawnieniu nagrań z podsłuchów w jego biurze (1981 r.).
Zastępcą Patriarki był Henry Tameleo, który po jego śmierci miał prawo zostać nowym bossem, jednak nim nie został, gdyż siedział już w więzieniu. Angiulo rościł sobie prawa do stanowiska bossa. Wówczas na czele rodziny stanął syn zmarłego Patriarki, Raymond J. Patriarca jr, na stanowisko zastępcy wyznaczył Ilario Zannino.